# Гурка-Косьцеёвска
Гу́рка-Косьцеёвска (пол. Górka Kościejowska) — село в Польше в сельской гмине Рацлавице Мехувского повета Малопольского воеводства.
Село располагается в 3 км от административного центра сельской гмины села Рацлавице, в 17 км от административного центра повета города Мехув и в 36 км от административного центра воеводства города Краков.
В 1975—1998 годах село входило в состав Келецкого воеводства.